# Stine Bredal Oftedal
Pour les articles homonymes, voir Bredal et Oftedal.
Stine Bredal Oftedal, née le 25 septembre 1991 à Oslo, est une handballeuse internationale norvégienne qui joue au poste de demi-centre.
Avec l'équipe nationale norvégienne, elle est quadruple championne d'Europe, triple championne du monde et championne olympique. 
Elle a été élue meilleure handballeuse mondiale de l'année 2019.

## Biographie

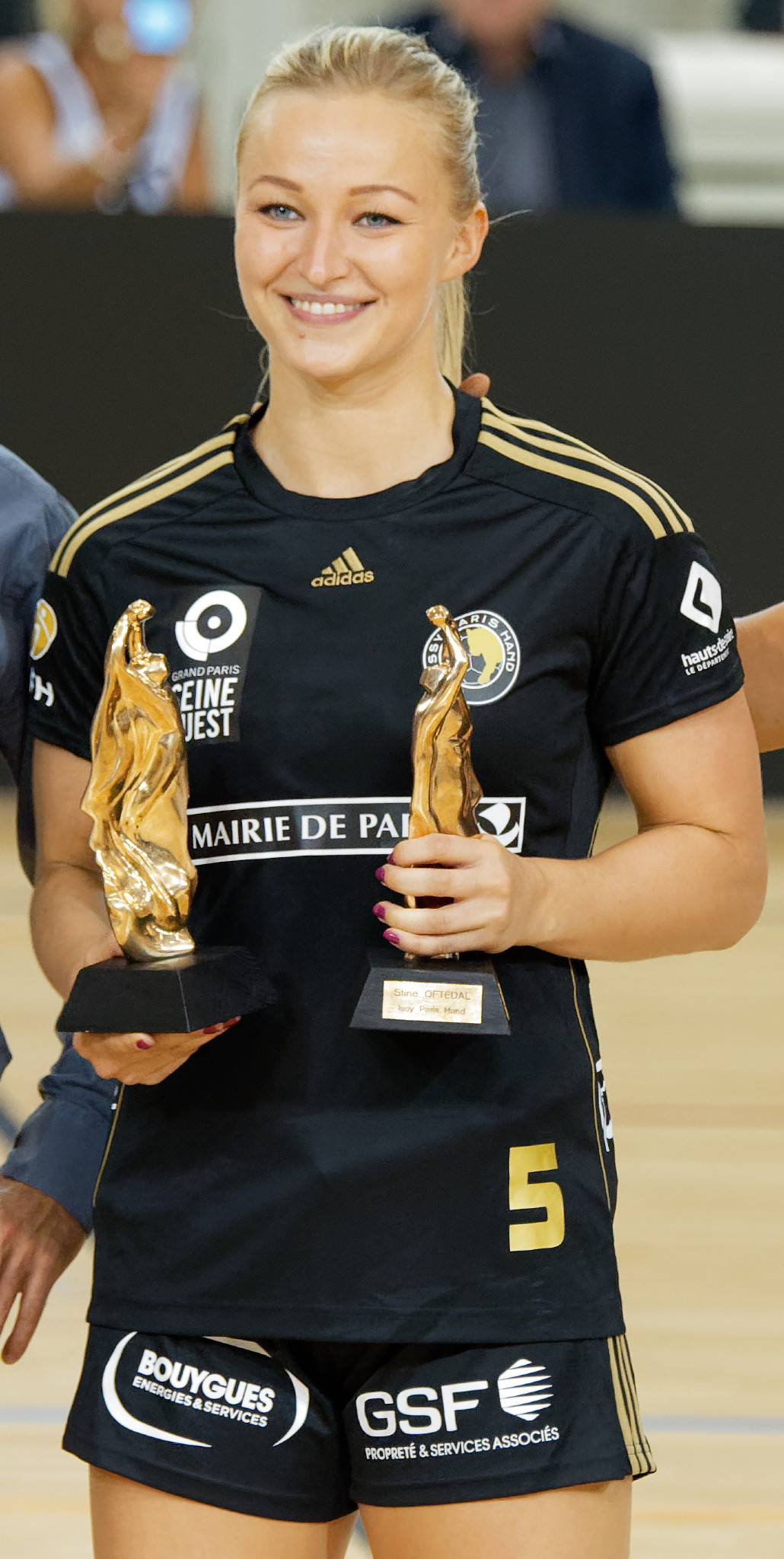
Stine Oftedal, élue meilleure joueuse et demi-centre du Championnat de France 2015-16.

Stine Oftedal commence le handball à sept ans dans le club de Nit-Hak Nittedal. En 2005, avec Nit-Hak, elle remporte la coupe Partille, la principale compétition de handball dans les catégories de jeunes. En 2007, la jeune arrière rejoint Fjellhammer IL. À l'âge de 16 ans, elle y découvre la première division norvégienne et termine la saison 2007-2008 avec 50 buts marqués en 16 matchs. Dès la saison suivante, elle s'engage avec Stabæk Håndball. Sa sœur cadette, Hanna, joue alors également dans ce même club.
En 2010, au niveau junior, elle remporte avec la Norvège le championnat du monde junior où elle fait partie de l'équipe-type du tournoi.
Elle connaît sa première sélection avec l'équipe senior de Norvège, face à l'Islande en novembre 2010. Elle participe à la suite de la conquête du titre européen en 2010, puis mondial en 2011.
En 2013, elle quitte le club norvégien de Stabæk Håndball pour rejoindre Issy Paris Hand où elle s'impose dès sa première saison comme l'une des meilleures joueuses de LFH. Ce qui se confirme par l'obtention d'une double récompense lors de la Nuit du handball : meilleure demi-centre et meilleure joueuse de la saison 2014. Ses performances permettent à Issy Paris d'atteindre trois finales lors de cette saison, malheureusement toutes perdues : coupe Challenge face aux suédoises de Höör, coupe de France face à Fleury et championnat de France face à Metz.
En 2014, sa sœur Hanna Bredal Oftedal, quitte le club norvégien de Stabæk Håndball pour rejoindre également Issy Paris Hand.
En 2015, elle remporte le championnat du monde au Danemark en battant les Pays-Bas en finale et est élue meilleure demi-centre de la compétition.
À l'été 2016, elle remporte une médaille de bronze aux Jeux olympiques de Rio. Dans la foulée, elle est à nouveau élue meilleure demi-centre et meilleure joueuse du championnat de France pour la saison 2015-2016.
Pour la saison 2017-2018, après quatre années en France, elle rejoint le club hongrois de Győr, l'un des clubs majeurs du continent. En août 2017, elle est élue pour la troisième fois meilleure demi-centre et meilleure joueuse du championnat de France pour la saison 2016-2017.
Dès sa première saison en Hongrie, elle remporte la Ligue des champions et réalise le doublé championnat-coupe de Hongrie.

## Palmarès

### Sélection nationale
Jeux olympiques
- médaillée d’or aux Jeux olympiques de 2024 à Paris, 🇫🇷 France
- médaillée de bronze aux Jeux olympiques de 2020 à Tokyo,  Japon
- médaillée de bronze aux Jeux olympiques de 2016 à Rio de Janeiro,  Brésil

Championnats du monde
- finaliste du championnat du monde 2023
- vainqueur du championnat du monde 2021[19]
- finaliste du championnat du monde 2017
- vainqueur du championnat du monde 2015
- vainqueur du championnat du monde 2011

Championnats d'Europe
- vainqueur du championnat d'Europe 2020
- vainqueur du championnat d'Europe 2016
- vainqueur du championnat d'Europe 2014
- finaliste du championnat d'Europe 2012[20]
- vainqueur du championnat d'Europe 2010[21]

Autres
- vainqueur du championnat du monde junior en 2010
- vainqueur du championnat d'Europe junior en 2009[22]

### Club
Compétitions internationales
- vainqueur de la Ligue des champions (C1) (3) en 2018,2019 et 2024 (avec Győri ETO KC)
- finaliste de la Coupe Challenge (C4) en 2014 (avec Issy Paris Hand)

Compétitions nationales
- vainqueur du championnat de Hongrie (4) en 2018, 2019, 2022, 2023(avec Győri ETO KC)
- vainqueur de la coupe de Hongrie (3) en 2018, 2019, 2021 (avec Győri ETO KC)
- finaliste du championnat de France en 2014 et 2015 (avec Issy Paris Hand)
- finaliste de la coupe de France en 2014 et 2017 (avec Issy Paris Hand)

### Récompenses individuelles
- élue meilleure handballeuse mondiale de l'année en 2019[23]
- Compétitions des nations
  - élue meilleure joueuse du championnat du monde 2017
  - élue meilleure demi-centre du championnat du monde junior 2010
  - élue meilleure demi-centre du championnat du monde 2015[14]
  - élue meilleure demi-centre du championnat d'Europe en 2018[24], 2020 et 2022
- Compétitions des clubs
  - élue meilleure joueuse de la saison du championnat de France en 2014[11], 2016[16] et 2017[18]
  - élue meilleure demi-centre du championnat de France 2014[11],  2016[16] et 2017[18]
  - élue meilleure demi-centre de la Ligue des champions (3) en 2019, 2020, 2021

## Galerie

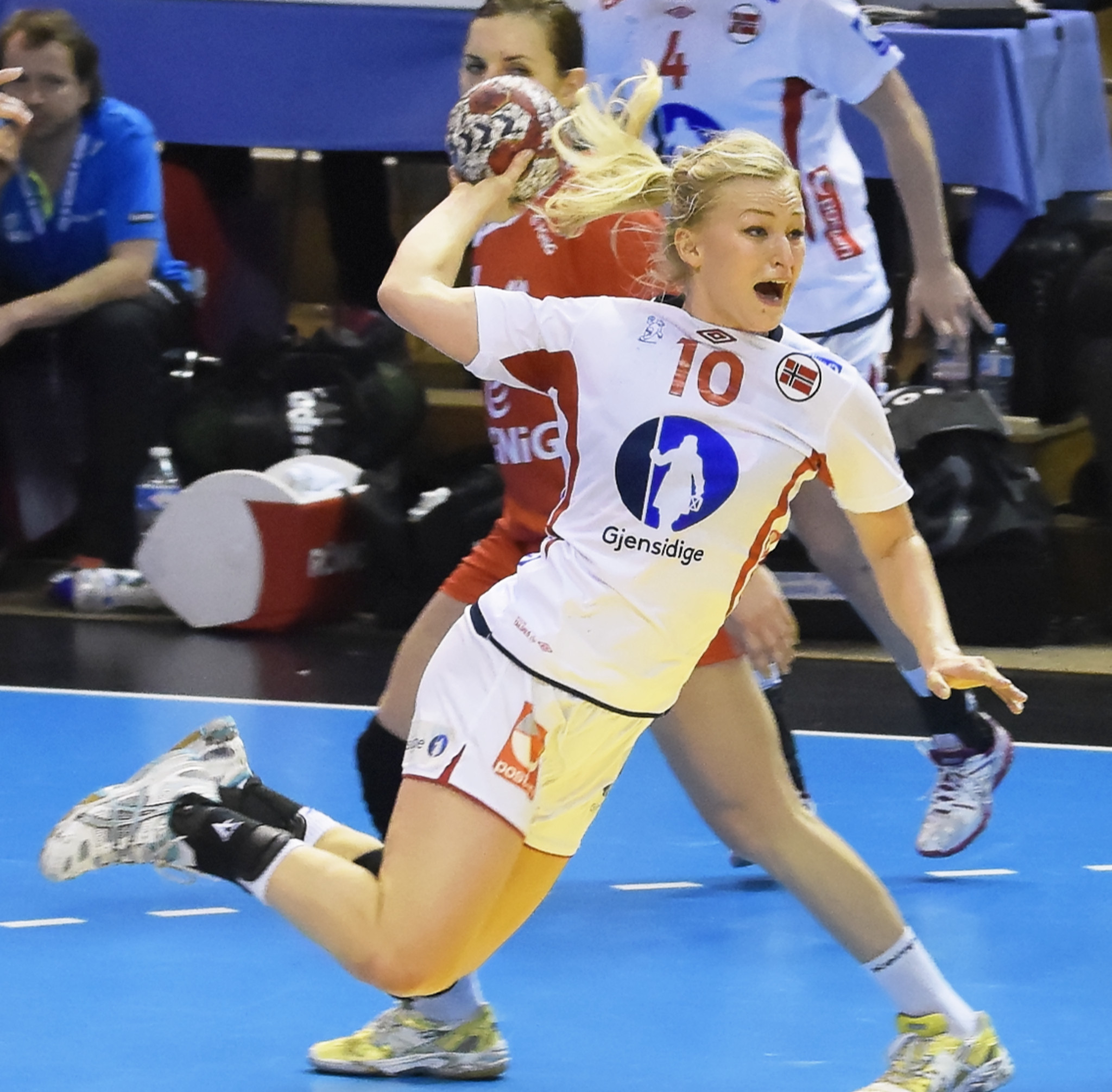
Avec l'équipe de Norvège
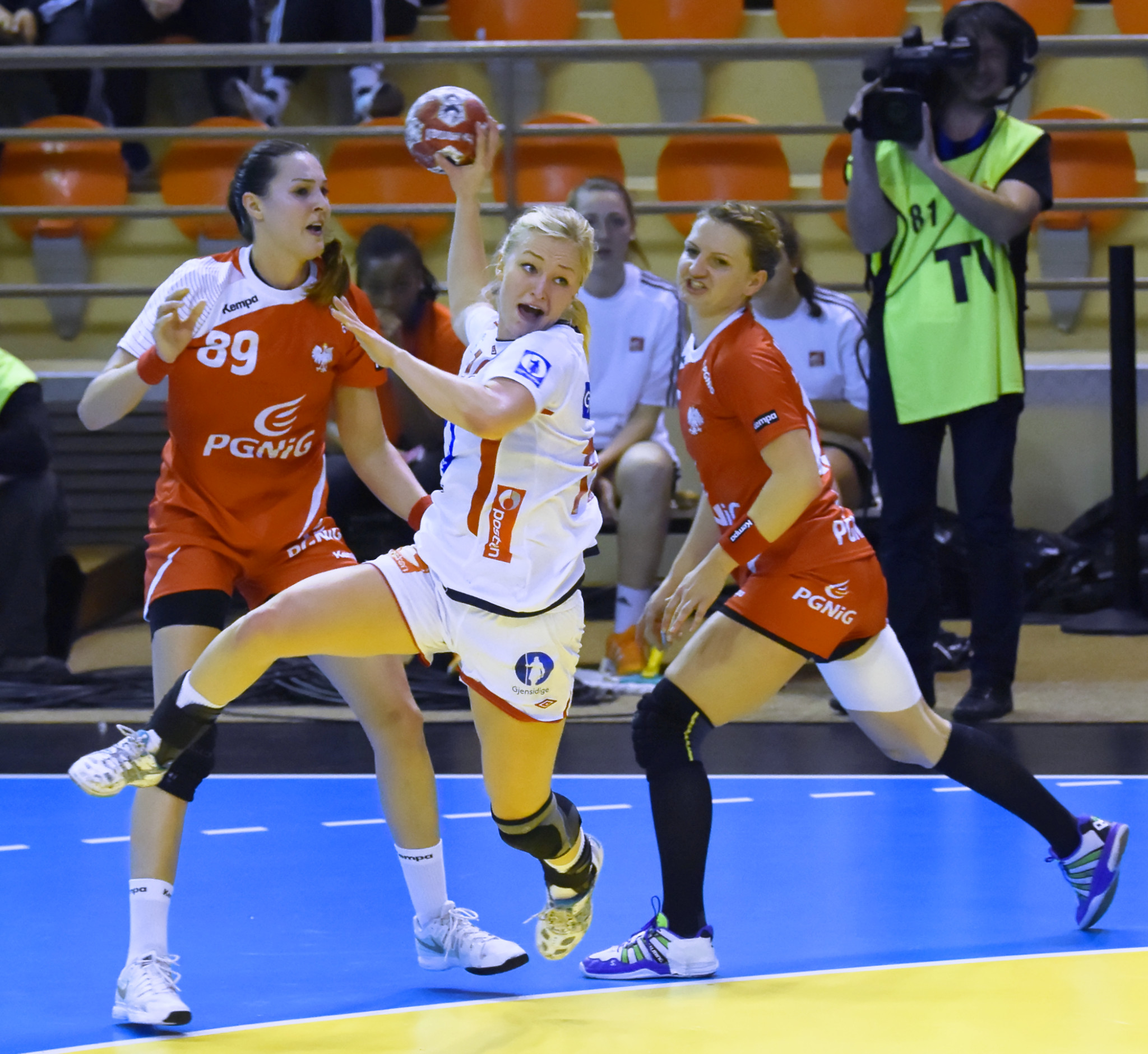
...
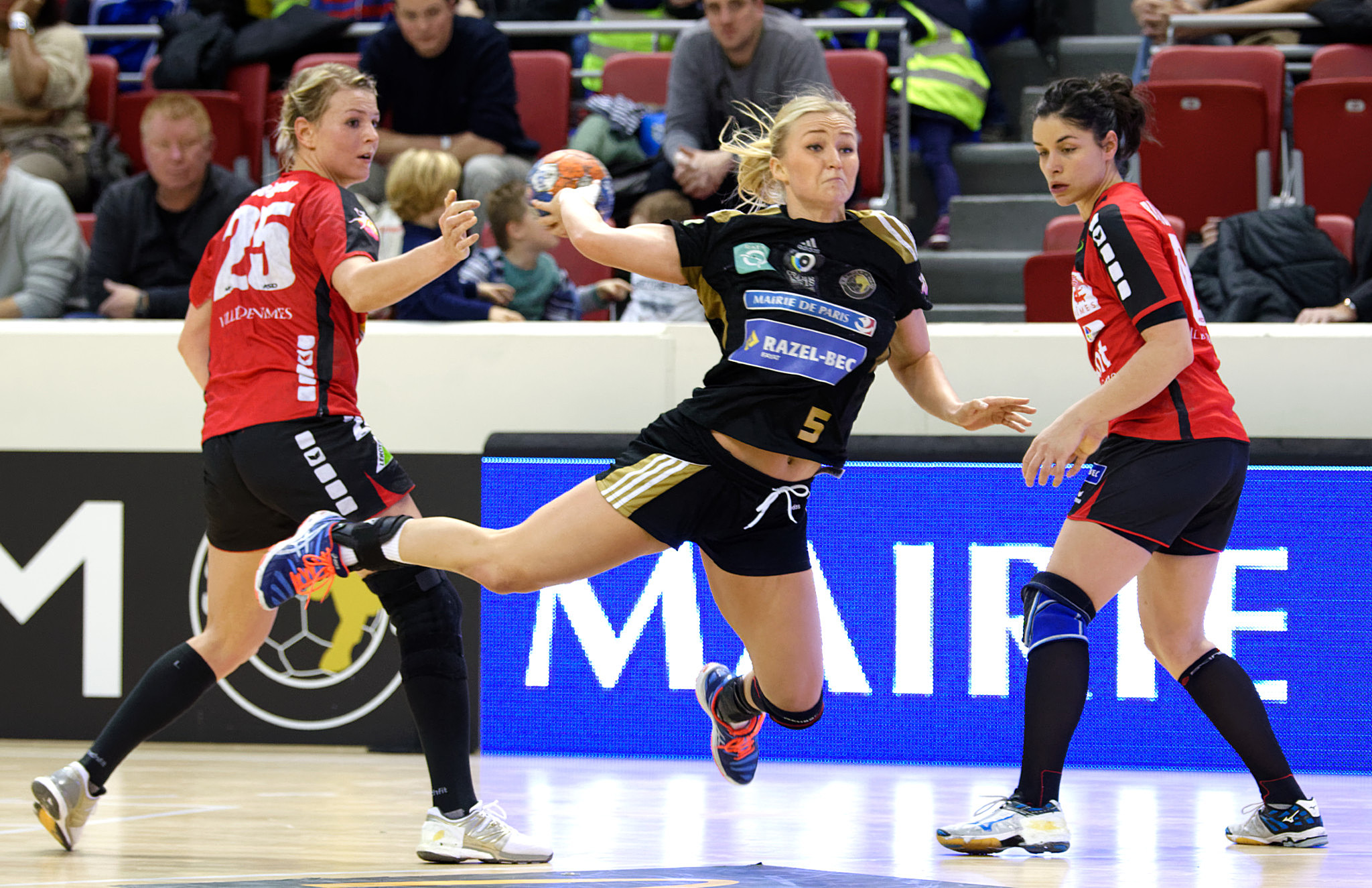
Avec Issy Paris Hand
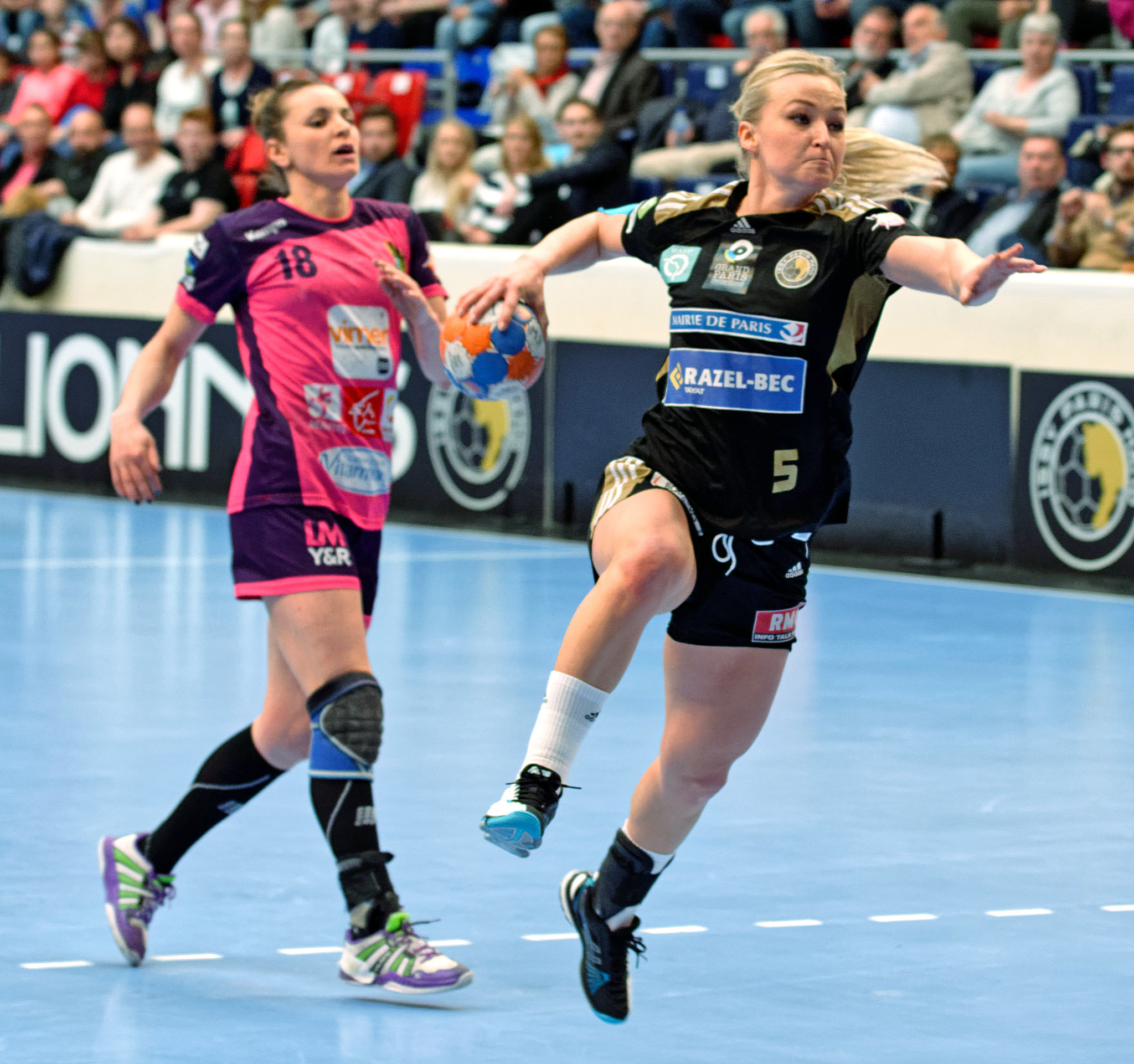
...
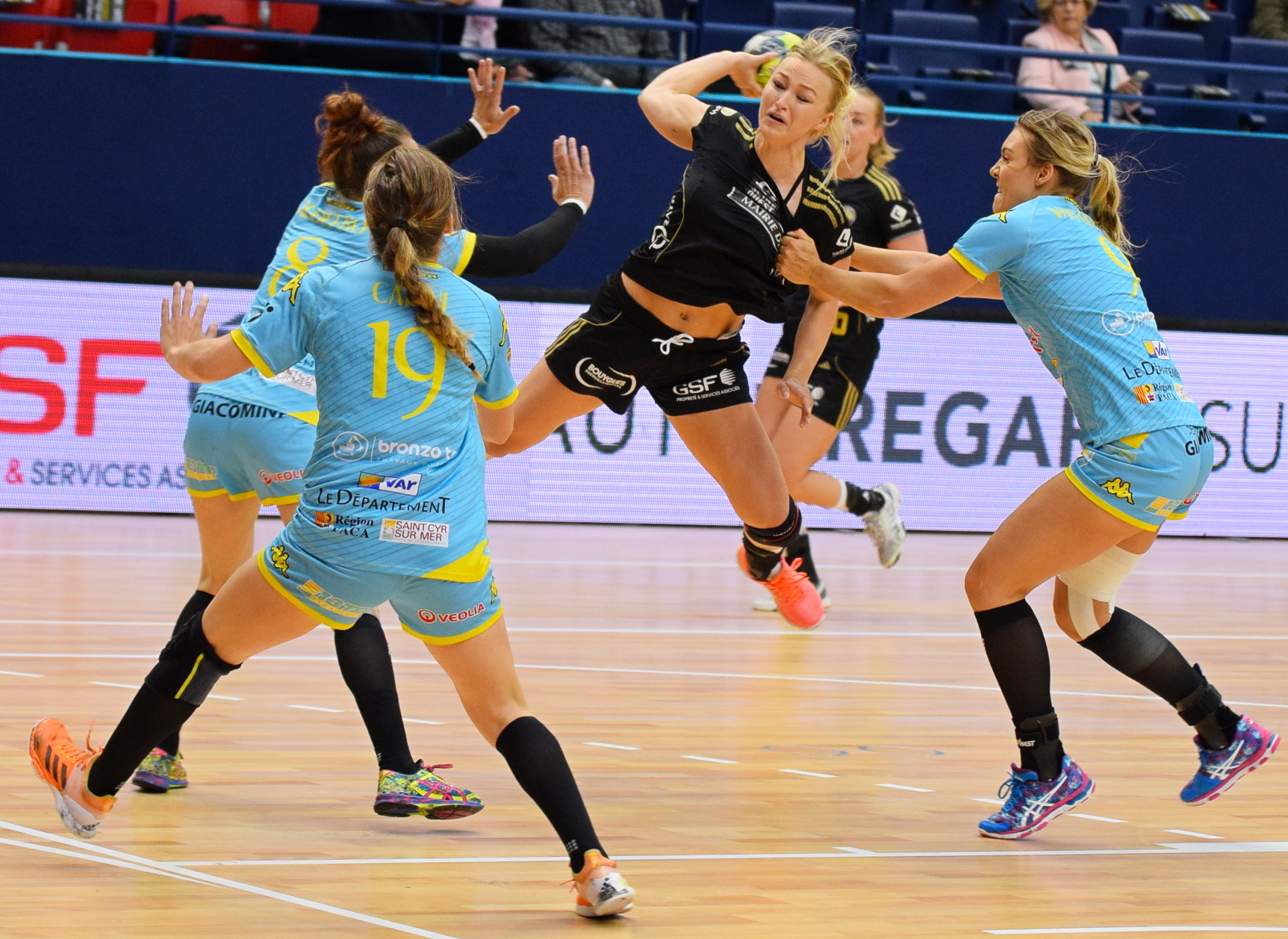
...
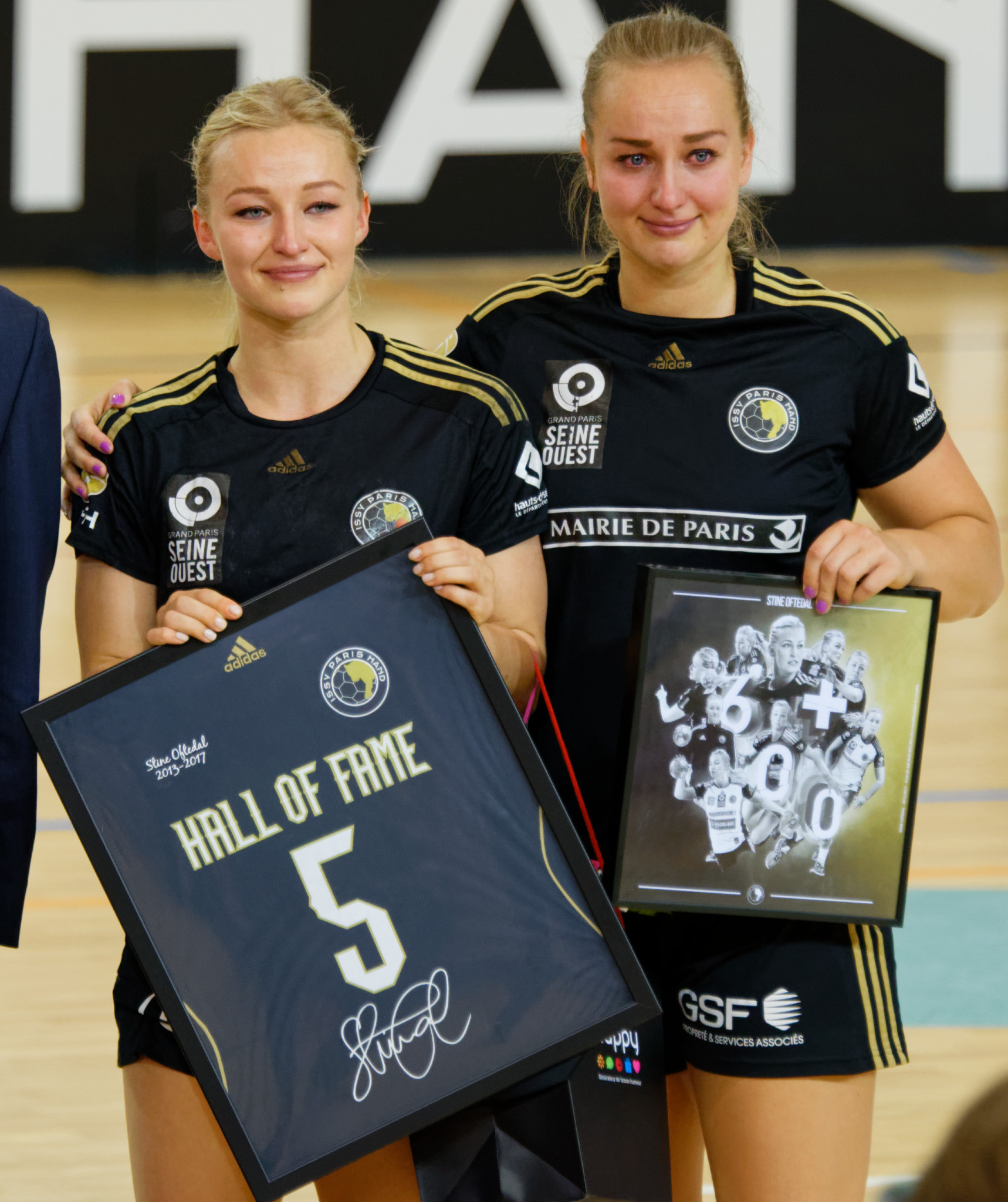
Dernier match avec Issy Paris Hand, 3 juin 2017